# Rupert (bande dessinée)

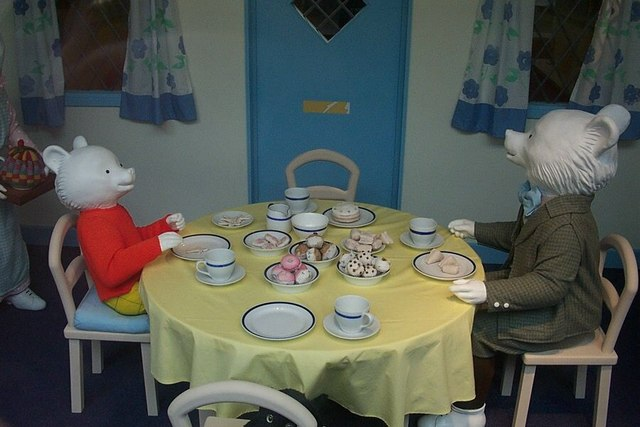
Rupert et son père représentés au Canterbury Heritage Museum.

Rupert est une série de bande dessinée animalière pour enfants avec texte sous les cases créée par la Britannique Mary Tourtel et publiée pour la première fois le 8 novembre 1920 dans le quotidien Daily Express. En 1935, la série est reprise par Alfred Bestall, qui l'anime jusqu'en 1974. D'autres auteurs s'y succèdent ensuite ; des histoires inédites en sont toujours publiées en 2024. La totalité des histoires publiées dans l'année sont recueillies en album chaque année depuis 1936.
Personnage majeur de la culture enfantine britannique, Rupert Bear est un ours vivant avec sa famille dans le village anglais idyllique de Nutwood, et qui vit diverses histoires avec son meilleur ami le blaireau Bill Badger, et ses autres amis Edward Trunk (un éléphant), Willie (une souris), Pong-Pink (un pékinois), Pody Pig (un cochon), etc. Quelques humains vivent également avec ces animaux anthropomorphes.
Rupert a fait l'objet de plusieurs adaptations : The Adventures of Rupert Bear (en) (marionnettes, 156 × 11 min, 1970-1977), Rupert (stop-motion, 36 × 5 min, 1985-1988), Rupert (animation, 65 × 30 min, 1991-1997), Rupert Bear, Follow the Magic... (en) (stop-motion, 52 × 10 min, 2006-2008).